# 836
Раннє Середньовіччя •  Епоха вікінгів •  Золота доба ісламу •  Реконкіста

## Геополітична ситуація
У Східній Римській імперії триває правління Феофіла. У Франкському королівстві править імператор Людовик Благочестивий. Північ Італії належить Каролінзькій імперії, Рим і Равенна під управлінням Папи Римського, герцогства на південь від Римської області незалежні, деякі області на півночі та на півдні належать Візантії. Піренейський півострів, окрім Королівства Астурія, займає Кордовський емірат. Вессекс підпорядкував собі більшу частину Англії. Існують слов'янські держави: Перше Болгарське царство, Велика Моравія.
Аббасидський халіфат очолив аль-Мутасім. У Китаї править династія Тан. Велика частина Індії під контролем імперії Пала. В Японії триває період Хей'ан. Хозарський каганат підпорядкував собі кочові народи на великій степовій території між Азовським морем та Аралом. Територію на північ від Китаю займає Уйгурський каганат.
На території лісостепової України в IX столітті літописці згадують слов'янські племена білих хорватів, бужан, волинян, деревлян, дулібів, полян, сіверян, тиверців, уличів. У Північному Причорномор'ї співіснують різні кочові племена, зокрема булгари, хозари, алани, тюрки, угри, кримські готи. Херсонес Таврійський належить Візантії.

## Події
- Через неспокій у Багдаді халіф аль-Мутасім переніс столицю свого правління в Самарру.
- Перше Болгарське царство очолив Пресіан I.
- Вікінги заснували Дублін.
- У Британії вікінги завдали поразки королю Вессексу Егберту.
- Франкський імператор Людовик Благочестивий почав споруджувати фортеці в гирлах річок для захисту від морських розбійників із півночі.

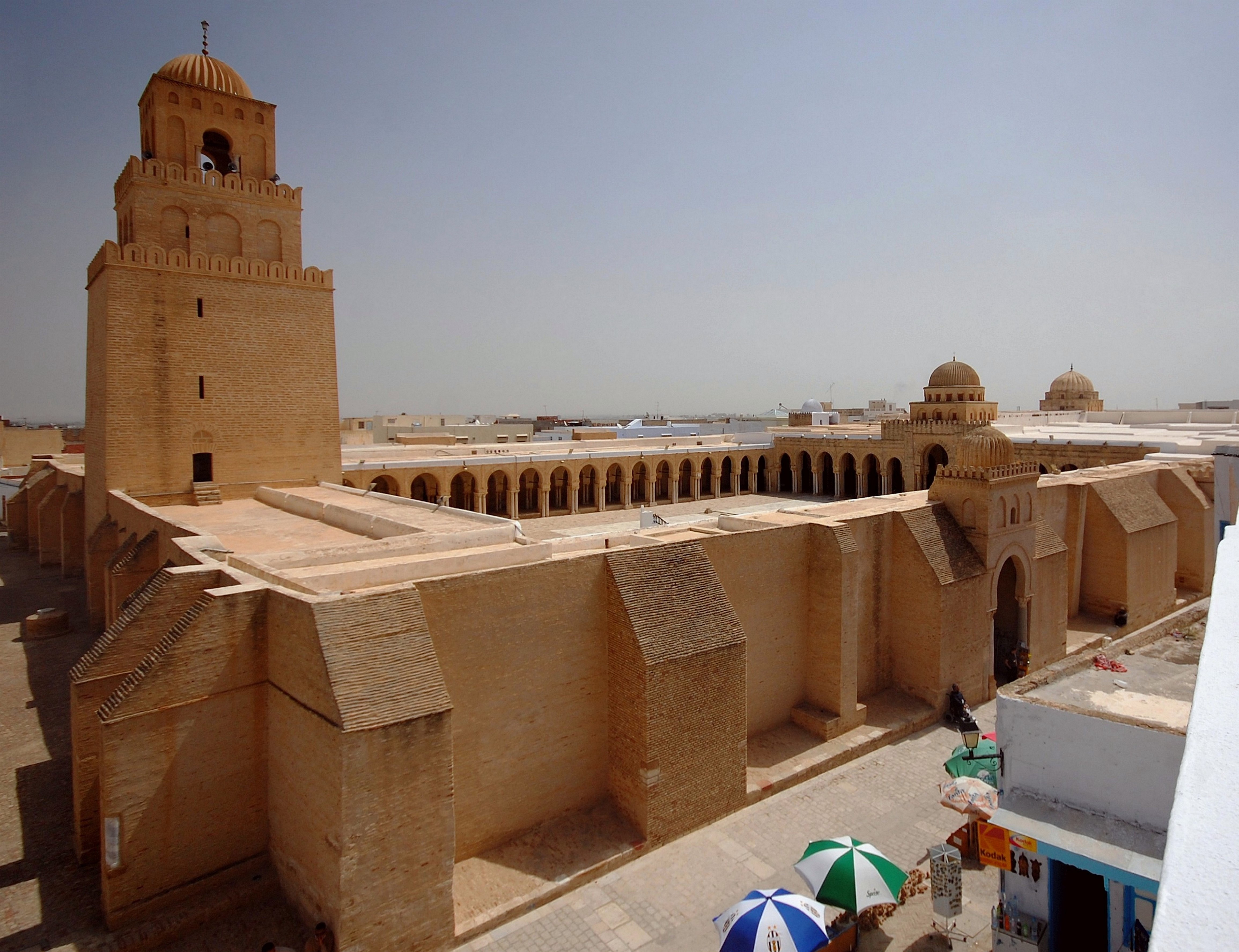
Велика мечеть Укба в Кайруані

- У Кайруані споруджено мечеть Укба.
- Князь Беневентський Сікард уклав угоду з Неаполем. Він намагається припинити продаж неаполітанціями рабів арабам, але марно.
- Іконоборець Іоан Граматик став константинопольським патріархом.